# 山田清

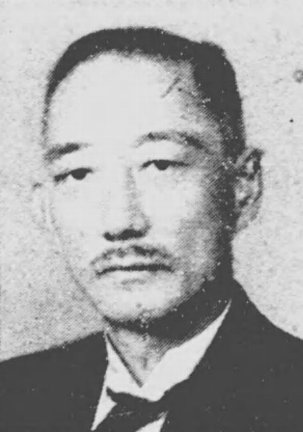
山田清

山田 清（やまだ きよし、1890年（明治23年）8月14日 - 1942年（昭和17年）12月28日）は、日本の政治家、医師。衆議院議員（立憲民政党）を務めた。

## 経歴
千葉県市原郡高滝村（現在の市原市）出身。1915年（大正4年）、東京慈恵会医院医学専門学校（現在の東京慈恵会医科大学）を卒業し、山田病院を開業した。東京市会議員、同参事会員、東京府会議員を歴任した。
1937年（昭和12年）、第20回衆議院議員総選挙に出馬し、当選。第21回衆議院議員総選挙でも再選された。
その他、日本医師会顧問、東京タクシー運送事業組合顧問、全国自動車業連合会長を務めた。